# 文化层
文化层是一个考古术语，指在古代遗址中，因为人类活动而遗留下的遗物，遗迹和其他事物形成的堆积层。一般情况下，每一个堆积层代表一定的时期，文化层中的不同层级相互叠压，通过这种相互叠压的关系，可以确定该遗址的相对年代以及内涵。
相对的，没有人类活动遗留物和遗迹的地层被称为自然层。